# Carolinataube
Die Carolinataube (Zenaida macroura), auch Trauertaube genannt, ist ein mittelgroßer Vogel in der Familie der Tauben (Columbidae). Sie bewohnt in mehreren Unterarten Nord- und Mittelamerika. Wie bei allen Trauertauben ist ihr Gefieder unauffällig und weist mehrere Braunschattierungen auf. Charakteristisch für sie ist der schwarze Wangenfleck, die dunklen Flügelflecken und eine schwarzweiße Zeichnung.
Die Carolinataube ist einer der häufigsten Vögel Nordamerikas und wird stark bejagt. Jährlich werden in den Vereinigten Staaten mehr als 70 Millionen dieser Art geschossen. Die Reproduktionsrate der Carolinataube ist sehr hoch. In klimatisch günstigen Regionen kann ein Paar Carolinatauben bis zu sechs Gelege großziehen. Zwei bis drei Jahresbruten sind auch in weniger günstigen Regionen typisch.

## Erscheinungsbild
Carolinatauben erreichen eine Körperlänge von 30 Zentimeter und wiegen durchschnittlich 110 Gramm. Ein auffälliger Geschlechtsdimorphismus ist nicht vorhanden.
Carolinatauben haben einen relativ kleinen Kopf mit einem kleinen, spitzen Schnabel. Auf den Flügeldecken befinden sich schwarze Flecken. Das Oberseitengefieder hat eine gräulich braune Farbe, das Unterseitengefieder und der Kopfbereich eine hell rosafarbene. Insgesamt ist die Gefiederfarbe bei dem Männchen heller. Unterhalb des Ohres befindet sich auf beiden Seiten des Kopfes ein schwarzer Fleck. Sie besitzen lange abgestufte Schwanzfedern. Um die Augen haben sie einen hellblauen Ring.

## Ähnliche Arten

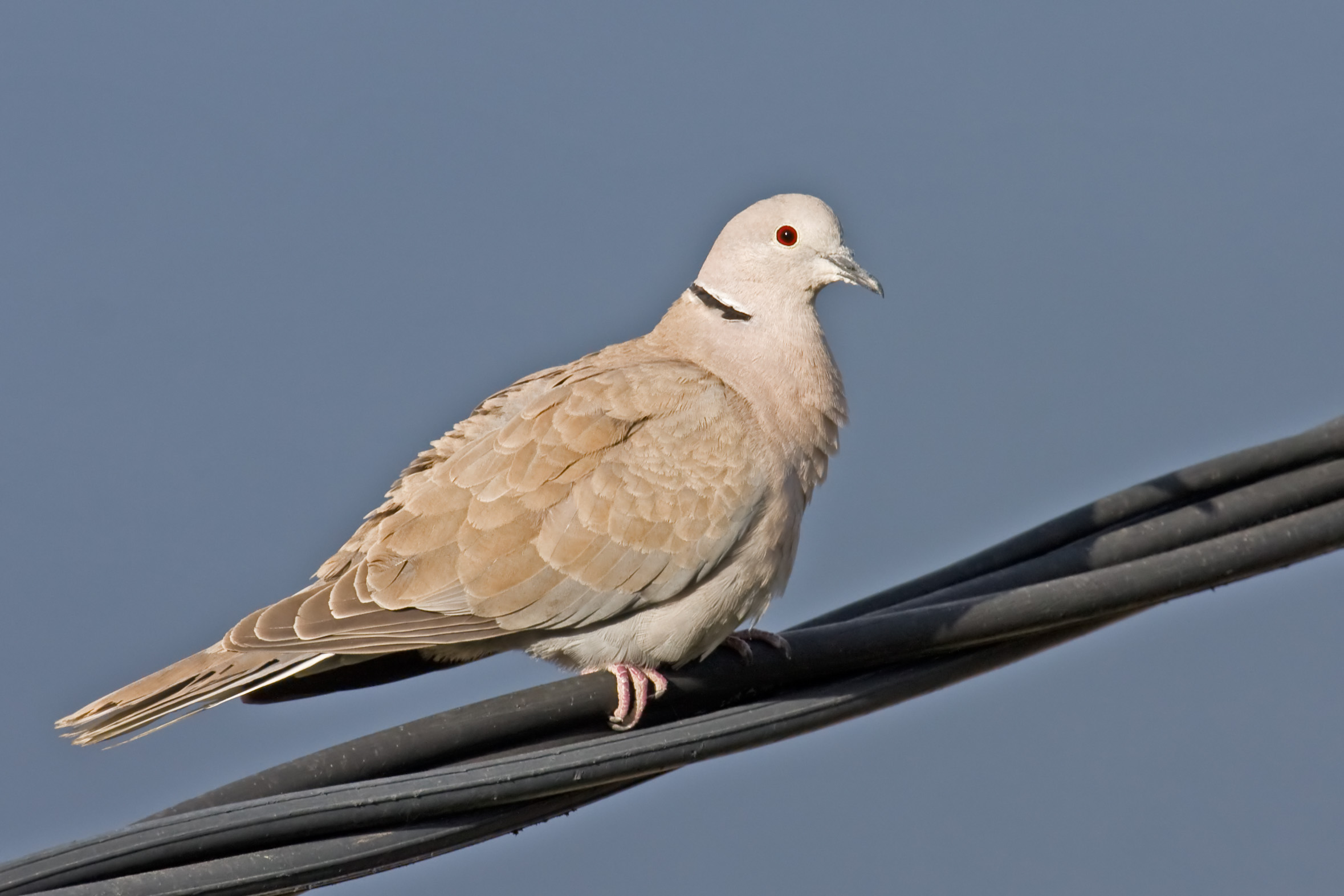
Türkentaube

Es gibt mehrere Taubenarten, die ein der Carolinataube ähnliches Gefieder aufweisen. Die Türkentaube, die in den Vereinigten Staaten eingeführt wurde, hat im Unterschied zur Carolinataube keinen keilförmig verlängerten Schwanz. Ihr fehlen außerdem die schwarzen Flecken an den Kopfseiten sowie die Flügelzeichnung. Im Unterschied zur Carolinataube ist die Türkentaube kräftiger gebaut und unterseits heller. Auffälligstes Unterscheidungsmerkmal zwischen diesen beiden Arten ist jedoch das dunkle Nackenband der Türkentaube.
Das Verbreitungsgebiet der gleichfalls sehr ähnlichen Küstentaube überlappt sich mit dem der Carolinataube auf den Bahamas, Jamaika, Hispaniola und Puerto Rico. Die Küstentaube ist insgesamt wesentlich dunkler als die Carolinataube. Insbesondere die fast rotbraune Körperoberseite der Küstentaube macht eine Unterscheidung der beiden Arten einfach.

## Verbreitung

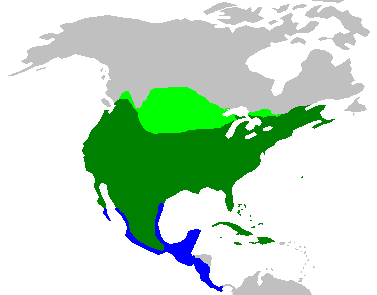
Verbreitungsgebiet der Carolinataube

Das Verbreitungsgebiet der Carolinataube erstreckt sich über fast elf Millionen Quadratkilometer. Carolinatauben kommen auf den Großen Antillen, im größten Teil Mexikos, in den Vereinigten Staaten sowie im Süden Kanadas vor. In Kanada sowie im Norden der Vereinigten Staaten ist die Carolinataube ein Zugvogel. Im Süden Mittelamerikas ist die Carolinataube kein Brutvogel, sondern überwintert hier nur.
Als Irrgast wird die Carolinataube häufig auch im Norden Kanadas, in Alaska sowie in Südamerika beobachtet. In der westlichen Paläarktis ist sie mehrfach als Irrgast aufgetreten. Insgesamt wurde sie fünfmal auf den britischen Inseln und je einmal auf den Azoren und Island beobachtet.
Auf Hawaii wurde die Carolinataube 1963 eingeführt. Eine kleine Brutpopulation existierte in North Kona auf Big Island bis mindestens 1998. Die Carolinataube hat mittlerweile auch die Insel Socorro an der Westküste Mexikos besiedelt. Die Besiedelung erfolgte 16 Jahre, nachdem dort die Socorrotaube ausgerottet wurde.

## Verhalten

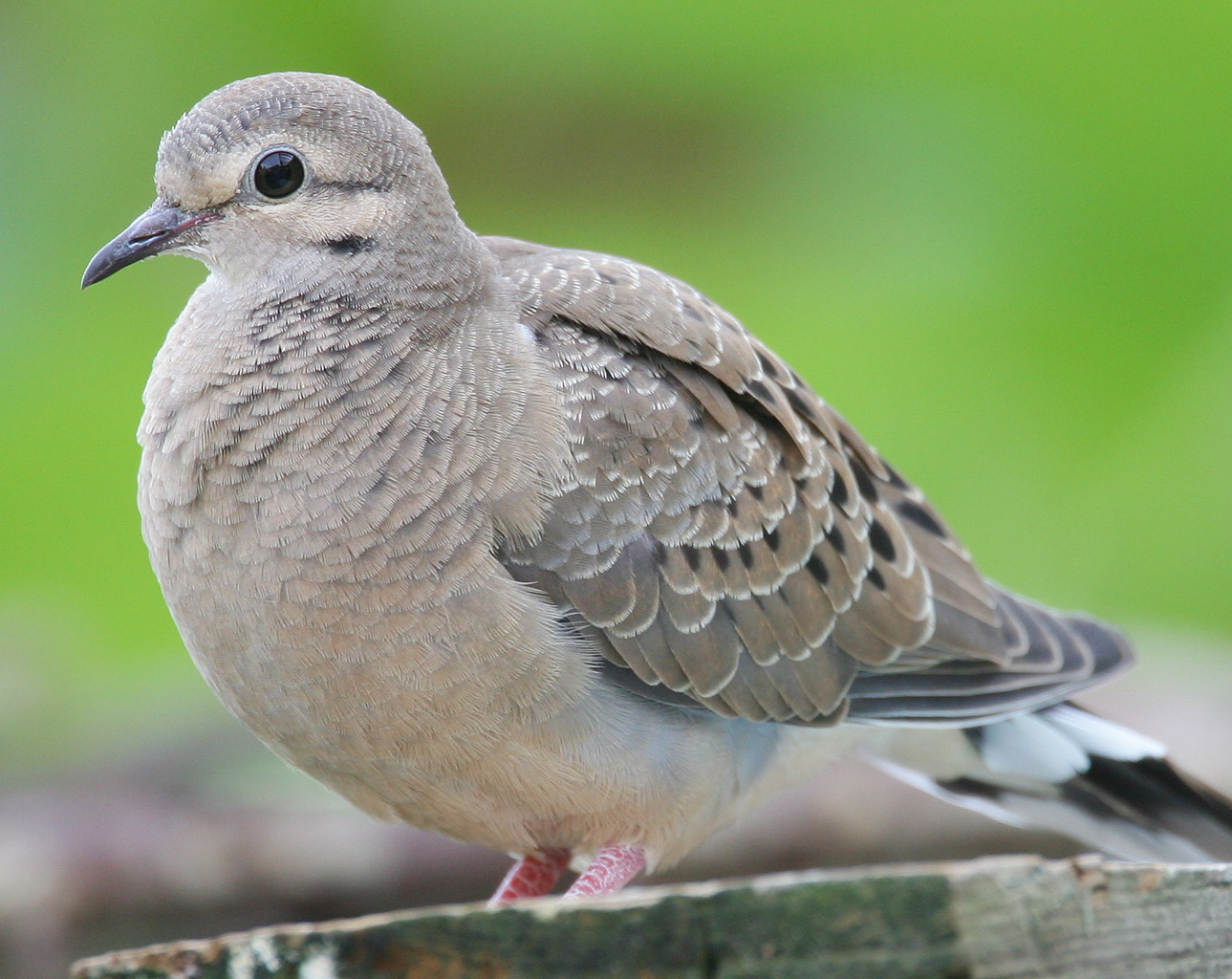
Jungvogel

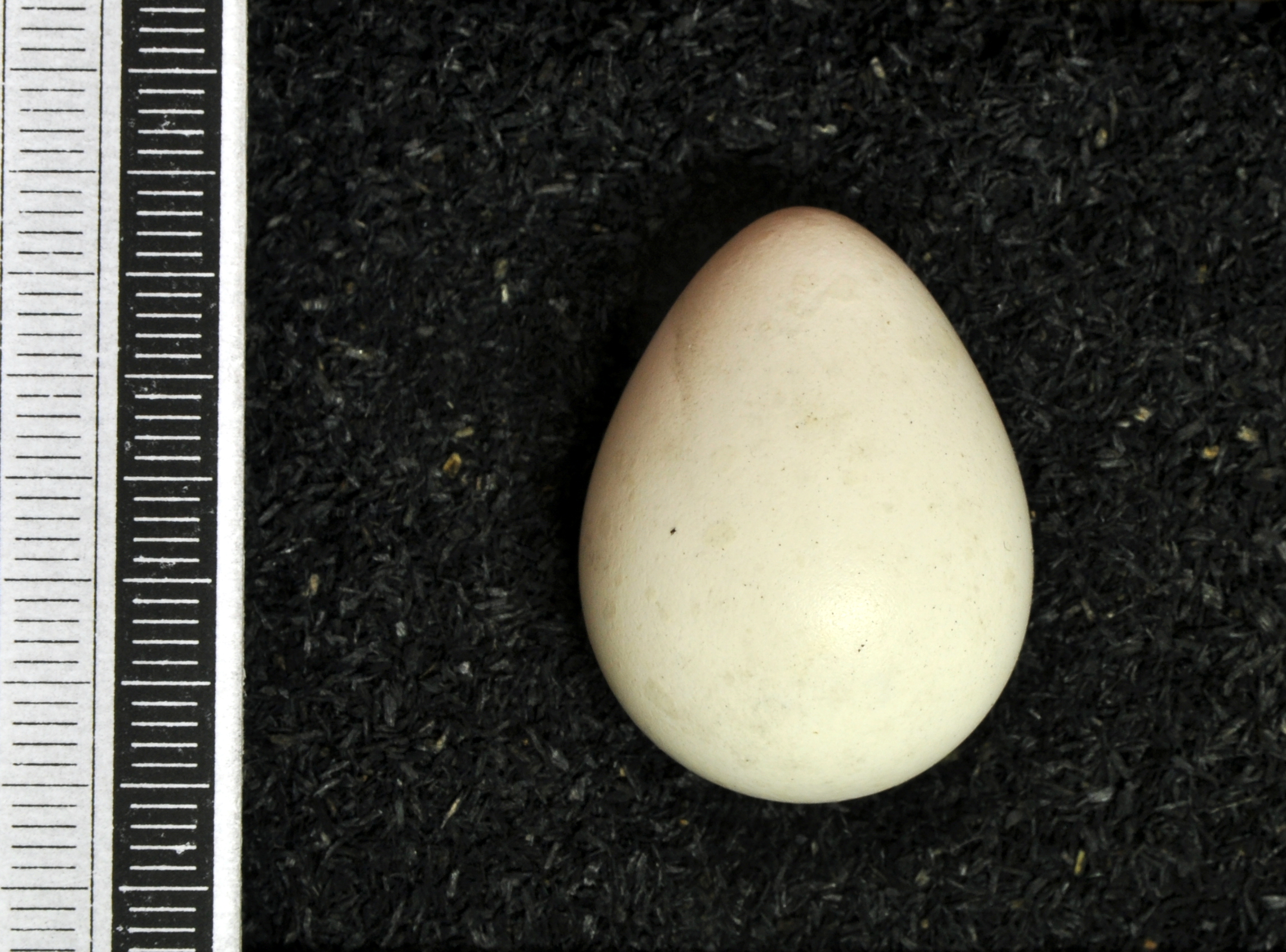
Ei, Sammlung Museum Wiesbaden

Gebrütet wird fünf- bis sechsmal im Jahr auf Bäumen, Sträuchern oder auf Gebäuden. Während des Nestbaus verbleibt das Weibchen beim nach oben geöffneten Nest und nimmt das Nistmaterial entgegen, das das Männchen sammelt. In das Nest legt das Weibchen zwei weiße Eier. Beide Altvögel beteiligen sich am Brutgeschäft. Gewöhnlich brütet das Männchen vom frühen Morgen bis in die späten Mittagsstunden, das Weibchen den restlichen Tag und in der Nacht.
Sie ernähren sich überwiegend von Körnern und Sämereien, wie Weizen, Mais, Hirse, Roggen, Gerste, Hafer und Buchweizen, des Weiteren, wenn auch seltener, von Früchten und Insekten. Um die Verdauung zu fördern, nehmen sie feinen Kies auf und schlucken ihn.
Carolinatauben sind weitverbreitete Vögel im Süden von Kanada über Nordamerika bis nach Panama. Sie bewohnen unter anderem Wiesen, Ackerland, Waldränder und Bereiche in Städten oft in der Nähe von Wasserstellen, Bächen oder Flüssen. Während ihrer Wanderzüge werden sie stark bejagt. Sie sind jedoch noch weitgehend in ihren Beständen stabil.

## Haltung in menschlicher Obhut
Die Carolinataube spielt in der europäischen Wildtaubenhaltung keine sehr große Rolle, obwohl sie häufig als eine einfach zu haltende Taube bezeichnet wird. In den Vereinigten Staaten werden Carolinatauben häufig als Ammenvögel genutzt. In der dortigen Haltung sind auch schon Albinos gezüchtet worden.